# Where Lovers Mourn
Where Lovers Mourn — перший повноцінний альбом, випущений гуртом Draconian із лейблом Napalm Records 20 жовтня 2003 року. Альбом був записаний на студії Studio Mega Крісом Сільвером та гуртом Draconian у червні 2003 р.
Більшість пісень цього альбому — нові та покращені версії пісень гурту, початково написаних Draconian для їхніх демо- та міні-альбомів, в основному — для «Dark Oceans We Cry» та «Frozen Features».
Перша композиція, «The Cry of Silence» — найдовша в цьому альбомі, і вважається однією з найкращих пісень гурту. У пісні звучить хор поряд із ґроулінгом Андерса (основний вокальний стиль), нарратив та вокал Лізи. Слова пісні описують чоловіка, який бажає «померти у тиші», — тема, присутня також і в композиції «The Solitude».

## Список треків
| #     | Назва                                                                              | Тривалість |
| ----- | ---------------------------------------------------------------------------------- | ---------- |
| 1.    | «The Cry of Silence»                                                               | 12:44      |
| 2.    | «Silent Winter»                                                                    | 4:57       |
| 3.    | «A Slumber Did My Spirit Seal (Магнус Бергстрьом, Томас Джеґер, Вільям Вордсворт)» | 7:39       |
| 4.    | «The Amaranth»                                                                     | 5:20       |
| 5.    | «Akherousia»                                                                       | 2:32       |
| 6.    | «It Grieves My Heart»                                                              | 7:30       |
| 52:40 |                                                                                    |            |

## Учасники
- Ліза Юганссон — жіночий вокал
- Андерс Якобссон — чоловічий вокал
- Йохан Еріксон — соло-гітара, ритм-гітара
- Магнус Бергстрьом — ритм-гітара
- Томас Джегер — баси
- Андреас Карлссон — синтезатор, програмування
- Джеррі Торстенсон — ударні, перкусія
- Олоф Ґьотлін — скрипка[2]